# تفسيري رامان
تفسير رامان (بالكردية السورانية: تەفسیری ڕامان لە ماناو مەبەستی قورئان) هو كتاب تفسير للقرآن الكريم، من تأليف العالم العراقي أحمد كاكا محمود. الكتاب مكتوب باللغة السورانية وأعيد طبعه عدة مرات، وكانت آخر طبعة في عام 2020.

## تاريخ النشر
بدأ أحمد كاكا محمود كتابة تفسيره للقرآن لأول مرة في عام 1992، وأكمل عمله ونشره في عام 2005. ثم أُعيد طبعه في عام 2012. نُشرت نسخة مختصرة من تفسير رامان، مع محتوياتها التي راجعها ابن المؤلف عرفان أحمد كاكا محمود، في عام 2020. كما تم تحويل التفسير الكامل إلى تطبيق جوال مجاني في عام 2022 وهو متاح لنظامي التشغيل آي أو إس وأندرويد.

## المحتوى
كتاب تفسير رامان مكتوب باللغة السورانية، ويتناول محتواه تفسير آيات القرآن الكريم. وقد امتنع أحمد كاكا محمود عن استعمال الإسرائيليات في تفسيره قدر الإمكان. وكان منهجه في تفسير القرآن الكريم أقرب ما يكون إلى منهج التابعين وتابعي التابعين، مع بعض الاختلافات البسيطة.

## طالع أيضًا
- تفسير ابن عباس
- قائمة أعمال التفسير